# 董公寺街道
董公寺街道，是中华人民共和国贵州省遵义市汇川区下辖的一个街道办事处。
2015年12月8日，贵州省人民政府批复同意撤销董公寺镇，设置董公寺街道。

## 行政区划
董公寺街道下辖以下地区：
北关社区、建国社区、沿红社区、交通村、和平村、五星村、割麻村、田沟村、金星村和烂田村。